# California (línea Rosa)
California es una estación en la línea Rosa del Metro de Chicago. La estación se encuentra localizada en 2011 South California Avenue en Chicago, Illinois. La estación California fue inaugurada el 10 de marzo de 1902.  La Autoridad de Tránsito de Chicago es la encargada por el mantenimiento y administración de la estación.

## Descripción
La estación California cuenta con 1 plataforma central y 2 vías. 

## Conexiones
La estación es abastecida por las siguientes conexiones de autobuses: 
- Rutas del CTA Buses: #21 Cermak, #94 South California